# 徐莊 (成化進士)
徐莊（1436年—？），字敬夫，浙江嚴州府壽昌縣人，明朝政治人物。進士出身。

## 生平
景泰七年（1456年）丙子科浙江鄉試第八十四名。成化二年（1466年）丙戌科會試第二十七名，殿試登進士第二甲第九十三名。

## 家族
曾祖徐善。祖父徐德銘，曾任知縣。父徐志昂。